# Schlegelia brachyantha
Schlegelia brachyantha är en tvåhjärtbladig växtart som beskrevs av August Heinrich Rudolf Grisebach. Schlegelia brachyantha ingår i släktet Schlegelia och familjen Schlegeliaceae.

## Underarter
Arten delas in i följande underarter:
- S. b. brachyantha
- S. b. portoricensis